# Bryant Moore

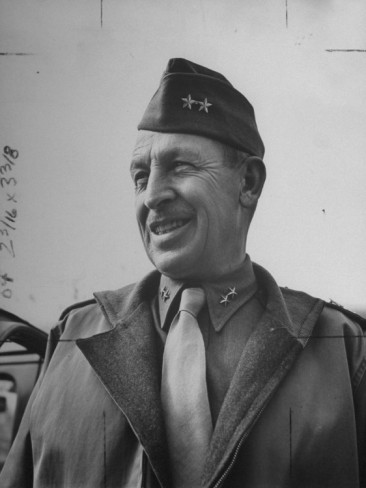
Bryant Moore

Bryant Edward Moore (* 6. Juni 1894 in Ellsworth, Maine; † 24. Februar 1951 nahe Yeoju, Südkorea) war ein Generalmajor der United States Army. Er war unter anderem Kommandeur der 8. Infanterie-Division und der 88. Infanterie-Division sowie als Superintendent Leiter der Militärakademie West Point.
Bryant Moore war der Sohn eines Apothekers aus Ellsworth im Bundesstaat Maine. Er besuchte die öffentlichen Schulen seiner Heimat. Im Jahr 1917 absolvierte er die US-Militärakademie in West Point. Anschließend wurde er als Leutnant der Infanterie zugewiesen. In der Armee durchlief er anschließend alle Offiziersränge vom Leutnant bis zum Zwei-Sterne-General. In den Jahren nach seinem Abschluss an der Akademie war er unter anderem in New Jersey, in China und im Bundesstaat Washington eingesetzt. Im Jahr 1924 kehrte er nach West Point zurück, wo er bis 1929 das Fach Französisch lehrte.
In den 1930er Jahren war er auf verschiedenen Armee-Stützpunkten in den Vereinigten Staaten stationiert. Nach dem Eintritt der USA in den Zweiten Weltkrieg übernahm Bryant Moore als Oberst das Kommando über das 164. Infanterie-Regiment, das eine wichtige Rolle bei der Schlacht um Guadalcanal spielte. Im Jahr 1943 erfolgte seine Beförderung zum Brigadegeneral. Mit der 104. Infanterie-Division, deren stellvertretender Kommandeur er war, ging er 1944 auf den europäischen Kriegsschauplatz. Dort wurde seine Einheit in den folgenden Monaten in einige Gefechte mit den Deutschen verwickelt. Nach einer weiteren Beförderung zum Generalmajor wurde Moore zum Kommandierenden General der 8. Infanterie-Division ernannt. Dieses Kommando bekleidete er zwischen Februar 1945 und November 1945. Im Juli 1945 kehrte die Division in die USA zurück. Anschließend wurde er als Nachfolger von James C. Fry Kommandeur der 88. Infanterie-Division, die zeitweise in Österreich und dann in Italien stationiert war. Moore behielt dieses Kommando bis zur vorübergehenden Auflösung der Einheit am 24. Oktober 1947 in Italien. Anschließend war er im italienisch-jugoslawischen Grenzgebiet eingesetzt, wo er an der Verteidigung der Stadt Triest gegen die Jugoslawen unter Tito beteiligt war.
Im Jahr 1949 wurde Bryant Moore als Nachfolger von Maxwell D. Taylor zum 41. Leiter der Militärakademie in West Point ernannt. Dieses Amt bekleidete er bis 1951, als er von Frederick Augustus Irving in dieser Position abgelöst wurde. Sein nächstes und letztes Kommando war der Oberbefehl über das IX. Corps, das aktiv am Koreakrieg teilnahm und an verschiedenen militärischen Operationen beteiligt war. Moore konnte sein Kommando in Korea nicht lange ausüben. Er starb bereits am 24. Februar 1951, nur wenige Wochen nach der Übernahme seines Kommandos von John B. Coulter, in Folge eines Herzinfarkts nach einem Hubschrauberabsturz in der Nähe der Stadt Yeoju. Der mit Margaret King Moore (1894–1985) verheiratete Generalmajor wurde auf dem Friedhof von West Point beigesetzt. Posthum wurde er zum Vier-Sterne-General ernannt.

## Orden und Auszeichnungen
Generalmajor Moore erhielt im Lauf seiner militärischen Laufbahn unter anderem folgende Auszeichnungen:
- Army Distinguished Service Medal 3-mal
- Silver Star 2-mal
- Legion of Merit
- Bronze Star Medal
- Purple Heart
- American Campaign Medal
- Korean Service Medal
- National Defense Service Medal
- Republic of Korea Presidential Citation
- Republic of Korea War Service Medal
- United Nations Service Medal
- Army Presidential Unit Citation
- Army Good Conduct Medal